# Système cyber-physique
Un système cyber-physique (sigle : CPS, de l'anglais Cyber-Physical System) est un système où des éléments informatiques collaborent pour le contrôle et la commande d'entités physiques. 

## Introduction
Une génération de précurseurs des systèmes cyber-physiques peut être trouvée dans des domaines aussi variés que l'aéronautique, l'automobile, les processus chimiques, de l'infrastructure civile, l'énergie, la santé, la fabrication, le transport, le divertissement et les appareils électroménagers. 
Cette génération est souvent désignée comme système embarqués. 
Dans les systèmes embarqués, l'accent tend à être plus sur les éléments informatiques, et moins sur les liens entre les éléments informatiques et physiques.

Composantes d'un système cyberphysique.

À la différence des systèmes embarqués traditionnels, un système cyber-physique à part entière est généralement conçu comme un réseau d'éléments informatiques en interaction avec des entrées et des sorties physiques au lieu de dispositifs autonomes en interaction.
La notion est étroitement liée aux concepts de la robotique et des réseaux de capteurs.
Les progrès dans les sciences et l'ingénierie permettront d'améliorer le lien entre les éléments de calcul et physiques, augmentant considérablement la capacité d'adaptation, l'autonomie, l'efficacité, la fonctionnalité, la fiabilité, la sécurité et la facilité d'utilisation des systèmes de cyber-physique. 
Ceci permettra d'améliorer les capacités des systèmes cyber-physiques dans différentes dimensions, comme :
- la réactivité (par exemple pour l'évitement des collisions) ;
- la précision (par exemple de la chirurgie robotique et de la fabrication à l'échelle nanométrique) ;
- le fonctionnement en environnements dangereux ou inaccessibles (par exemple pour le sauvetage, la lutte contre les incendies et l'exploration en haute mer) ;
- la coordination (par exemple pour le contrôle de la circulation aérienne ou les combats militaires) ;
- l'efficacité (par exemple pour les bâtiments à énergie positive) ;
- l'augmentation des capacités humaines (par exemple par les dispositifs de contrôle de santé personnels)[4].

Les systèmes cyber-physiques sont un des deux piliers de l'Industrie 4.0.
La National Science Foundation (NSF) a identifié les systèmes cyber-physiques comme domaine de recherche prioritaire.
Depuis la fin de 2006, la NSF et d'autres agences gouvernementales ont financé des ateliers sur les systèmes cyber-physiques,,,,,,,,. L'Union européenne a lancé le 1er juillet 2019 le projet CPS4EU, qui regroupe de grandes entreprises (Valeo, Thales, TRUMPF, RTE, Leonardo et Schneider Electric), des PME innovantes et des centres de recherche (FHG, CEA, DLR, INRIA, KIT, CNRS).